# Độc quyền của chính phủ
Trong kinh tế học, độc quyền của chính phủ (hoặc độc quyền nhà nước) là một hình thức độc quyền cưỡng chế trong đó một cơ quan chính phủ hay tập đoàn nhà nước là nhà cung cấp duy nhất của một hàng hóa hay dịch vụ và cạnh tranh đặc biệt là pháp luật cấm. Đó là một sự độc quyền được tạo ra bởi chính phủ. Nó thường được phân biệt với độc quyền được chính phủ cấp, tại đó chính phủ cấp độc quyền cho một cá nhân hoặc công ty tư nhân.
Một sự độc quyền của chính phủ có thể được điều hành bởi bất kỳ cấp chính phủ nào - quốc gia, khu vực, địa phương; đối với các cấp dưới quốc gia, nó là một độc quyền địa phương. Thuật ngữ độc quyền nhà nước thường có nghĩa là độc quyền của chính phủ do chính phủ quốc gia điều hành, mặc dù nó cũng có thể đề cập đến độc quyền được điều hành bởi các thực thể tư nhân được bảo vệ hoặc xử phạt bởi chính phủ tiểu bang.

## Ví dụ
Ví dụ nổi bật nhất của sự độc quyền là luật pháp và việc sử dụng hợp pháp vũ lực. Ở nhiều quốc gia, hệ thống bưu chính được điều hành bởi chính phủ với sự cạnh tranh bị cấm bởi luật pháp trong một số hoặc tất cả các dịch vụ. Ngoài ra, sự độc quyền của chính phủ đối với các tiện ích công cộng, viễn thông và đường sắt là lịch sử phổ biến, mặc dù những thập kỷ gần đây đã chứng kiến xu hướng tư nhân hóa mạnh mẽ trên toàn thế giới công nghiệp hóa.
Ở các nước Bắc Âu, một số hàng hóa được coi là có hại được phân phối thông qua sự độc quyền của chính phủ. Ví dụ, ở Phần Lan, Iceland, Na Uy và Thụy Điển, các công ty thuộc sở hữu của chính phủ có độc quyền bán đồ uống có cồn. Sòng bạc và các tổ chức khác để đánh bạc cũng có thể được độc quyền. Ở Phần Lan, chính phủ cũng có độc quyền vận hành máy đánh bạc.
Chính phủ thường tạo ra hoặc cho phép độc quyền tồn tại và cấp cho họ bằng sáng chế. Điều này giới hạn nhập cảnh và cho phép công ty nắm giữ bằng sáng chế kiếm được lợi nhuận độc quyền từ một phát minh.
Các hệ thống chăm sóc sức khỏe nơi chính phủ kiểm soát ngành công nghiệp và đặc biệt cấm cạnh tranh, chẳng hạn như ở Canada, là độc quyền của chính phủ.